# 1057
Portal Geschichte | Portal Biografien | Aktuelle Ereignisse | Jahreskalender | Tagesartikel

◄ |
10. Jahrhundert |
11. Jahrhundert
| 12. Jahrhundert | ►

◄ |
1020er |
1030er |
1040er |
1050er
| 1060er | 1070er | 1080er | ►

◄◄ |
◄ |
1053 |
1054 |
1055 |
1056 |
1057
| 1058 | 1059 | 1060 | 1061 | ► | ►►
Staatsoberhäupter  · Nekrolog
| Januar | Januar | Januar | Januar | Januar | Januar | Januar | Januar |
| Kw     | Mo     | Di     | Mi     | Do     | Fr     | Sa     | So     |
| ------ | ------ | ------ | ------ | ------ | ------ | ------ | ------ |
| 1      |        |        | 1      | 2      | 3      | 4      | 5      |
| 2      | 6      | 7      | 8      | 9      | 10     | 11     | 12     |
| 3      | 13     | 14     | 15     | 16     | 17     | 18     | 19     |
| 4      | 20     | 21     | 22     | 23     | 24     | 25     | 26     |
| 5      | 27     | 28     | 29     | 30     | 31     |        |        |

| Februar | Februar | Februar | Februar | Februar | Februar | Februar | Februar |
| Kw      | Mo      | Di      | Mi      | Do      | Fr      | Sa      | So      |
| ------- | ------- | ------- | ------- | ------- | ------- | ------- | ------- |
| 5       |         |         |         |         |         | 1       | 2       |
| 6       | 3       | 4       | 5       | 6       | 7       | 8       | 9       |
| 7       | 10      | 11      | 12      | 13      | 14      | 15      | 16      |
| 8       | 17      | 18      | 19      | 20      | 21      | 22      | 23      |
| 9       | 24      | 25      | 26      | 27      | 28      |         |         |

| März | März | März | März | März | März | März | März |
| Kw   | Mo   | Di   | Mi   | Do   | Fr   | Sa   | So   |
| ---- | ---- | ---- | ---- | ---- | ---- | ---- | ---- |
| 9    |      |      |      |      |      | 1    | 2    |
| 10   | 3    | 4    | 5    | 6    | 7    | 8    | 9    |
| 11   | 10   | 11   | 12   | 13   | 14   | 15   | 16   |
| 12   | 17   | 18   | 19   | 20   | 21   | 22   | 23   |
| 1    | 24   | 25   | 26   | 27   | 28   | 29   | 30   |
| 14   | 31   |      |      |      |      |      |      |

| April | April | April | April | April | April | April | April |
| Kw    | Mo    | Di    | Mi    | Do    | Fr    | Sa    | So    |
| ----- | ----- | ----- | ----- | ----- | ----- | ----- | ----- |
| 14    |       | 1     | 2     | 3     | 4     | 5     | 6     |
| 15    | 7     | 8     | 9     | 10    | 11    | 12    | 13    |
| 16    | 14    | 15    | 16    | 17    | 18    | 19    | 20    |
| 17    | 21    | 22    | 23    | 24    | 25    | 26    | 27    |
| 18    | 28    | 29    | 30    |       |       |       |       |

| Mai | Mai | Mai | Mai | Mai | Mai | Mai | Mai |
| Kw  | Mo  | Di  | Mi  | Do  | Fr  | Sa  | So  |
| --- | --- | --- | --- | --- | --- | --- | --- |
| 18  |     |     |     | 1   | 2   | 3   | 4   |
| 19  | 5   | 6   | 7   | 8   | 9   | 10  | 11  |
| 20  | 12  | 13  | 14  | 15  | 16  | 17  | 18  |
| 21  | 19  | 20  | 21  | 22  | 23  | 24  | 25  |
| 22  | 26  | 27  | 28  | 29  | 30  | 31  |     |

| Juni | Juni | Juni | Juni | Juni | Juni | Juni | Juni |
| Kw   | Mo   | Di   | Mi   | Do   | Fr   | Sa   | So   |
| ---- | ---- | ---- | ---- | ---- | ---- | ---- | ---- |
| 22   |      |      |      |      |      |      | 1    |
| 23   | 2    | 3    | 4    | 5    | 6    | 7    | 8    |
| 24   | 9    | 10   | 11   | 12   | 13   | 14   | 15   |
| 25   | 16   | 17   | 18   | 19   | 20   | 21   | 22   |
| 26   | 23   | 24   | 25   | 26   | 27   | 28   | 29   |
| 27   | 30   |      |      |      |      |      |      |

| Juli | Juli | Juli | Juli | Juli | Juli | Juli | Juli |
| Kw   | Mo   | Di   | Mi   | Do   | Fr   | Sa   | So   |
| ---- | ---- | ---- | ---- | ---- | ---- | ---- | ---- |
| 27   |      | 1    | 2    | 3    | 4    | 5    | 6    |
| 2    | 7    | 8    | 9    | 10   | 11   | 12   | 13   |
| 29   | 14   | 15   | 16   | 17   | 18   | 19   | 20   |
| 30   | 21   | 22   | 23   | 24   | 25   | 26   | 27   |
| 31   | 28   | 29   | 30   | 31   |      |      |      |

| August | August | August | August | August | August | August | August |
| Kw     | Mo     | Di     | Mi     | Do     | Fr     | Sa     | So     |
| ------ | ------ | ------ | ------ | ------ | ------ | ------ | ------ |
| 31     |        |        |        |        | 1      | 2      | 3      |
| 32     | 4      | 5      | 6      | 7      | 8      | 9      | 10     |
| 33     | 11     | 12     | 13     | 14     | 15     | 16     | 17     |
| 34     | 18     | 19     | 20     | 21     | 22     | 23     | 24     |
| 35     | 25     | 26     | 27     | 28     | 29     | 30     | 31     |

| September | September | September | September | September | September | September | September |
| Kw        | Mo        | Di        | Mi        | Do        | Fr        | Sa        | So        |
| --------- | --------- | --------- | --------- | --------- | --------- | --------- | --------- |
| 36        | 1         | 2         | 3         | 4         | 5         | 6         | 7         |
| 37        | 8         | 9         | 10        | 11        | 12        | 13        | 14        |
| 38        | 15        | 16        | 17        | 18        | 19        | 20        | 21        |
| 39        | 22        | 23        | 24        | 25        | 26        | 27        | 28        |
| 40        | 29        | 30        |           |           |           |           |           |

| Oktober | Oktober | Oktober | Oktober | Oktober | Oktober | Oktober | Oktober |
| Kw      | Mo      | Di      | Mi      | Do      | Fr      | Sa      | So      |
| ------- | ------- | ------- | ------- | ------- | ------- | ------- | ------- |
| 40      |         |         | 1       | 2       | 3       | 4       | 5       |
| 41      | 6       | 7       | 8       | 9       | 10      | 11      | 12      |
| 42      | 13      | 14      | 15      | 16      | 17      | 18      | 19      |
| 43      | 20      | 21      | 22      | 23      | 24      | 25      | 26      |
| 44      | 27      | 28      | 29      | 30      | 31      |         |         |

| November | November | November | November | November | November | November | November |
| Kw       | Mo       | Di       | Mi       | Do       | Fr       | Sa       | So       |
| -------- | -------- | -------- | -------- | -------- | -------- | -------- | -------- |
| 44       |          |          |          |          |          | 1        | 2        |
| 45       | 3        | 4        | 5        | 6        | 7        | 8        | 9        |
| 46       | 10       | 11       | 12       | 13       | 14       | 15       | 16       |
| 47       | 17       | 18       | 19       | 20       | 21       | 22       | 23       |
| 48       | 24       | 25       | 26       | 27       | 28       | 29       | 30       |

| Dezember | Dezember | Dezember | Dezember | Dezember | Dezember | Dezember | Dezember |
| Kw       | Mo       | Di       | Mi       | Do       | Fr       | Sa       | So       |
| -------- | -------- | -------- | -------- | -------- | -------- | -------- | -------- |
| 49       | 1        | 2        | 3        | 4        | 5        | 6        | 7        |
| 50       | 8        | 9        | 10       | 11       | 12       | 13       | 14       |
| 51       | 15       | 16       | 17       | 18       | 19       | 20       | 21       |
| 52       | 22       | 23       | 24       | 25       | 26       | 27       | 28       |
| 1        | 29       | 30       | 31       |          |          |          |          |

| Januar | Januar | Januar | Januar | Januar | Januar | Januar | Januar |
| Kw     | Mo     | Di     | Mi     | Do     | Fr     | Sa     | So     |
| ------ | ------ | ------ | ------ | ------ | ------ | ------ | ------ |
| 1      |        |        | 1      | 2      | 3      | 4      | 5      |
| 2      | 6      | 7      | 8      | 9      | 10     | 11     | 12     |
| 3      | 13     | 14     | 15     | 16     | 17     | 18     | 19     |
| 4      | 20     | 21     | 22     | 23     | 24     | 25     | 26     |
| 5      | 27     | 28     | 29     | 30     | 31     |        |        |

| Februar | Februar | Februar | Februar | Februar | Februar | Februar | Februar |
| Kw      | Mo      | Di      | Mi      | Do      | Fr      | Sa      | So      |
| ------- | ------- | ------- | ------- | ------- | ------- | ------- | ------- |
| 5       |         |         |         |         |         | 1       | 2       |
| 6       | 3       | 4       | 5       | 6       | 7       | 8       | 9       |
| 7       | 10      | 11      | 12      | 13      | 14      | 15      | 16      |
| 8       | 17      | 18      | 19      | 20      | 21      | 22      | 23      |
| 9       | 24      | 25      | 26      | 27      | 28      |         |         |

| März | März | März | März | März | März | März | März |
| Kw   | Mo   | Di   | Mi   | Do   | Fr   | Sa   | So   |
| ---- | ---- | ---- | ---- | ---- | ---- | ---- | ---- |
| 9    |      |      |      |      |      | 1    | 2    |
| 10   | 3    | 4    | 5    | 6    | 7    | 8    | 9    |
| 11   | 10   | 11   | 12   | 13   | 14   | 15   | 16   |
| 12   | 17   | 18   | 19   | 20   | 21   | 22   | 23   |
| 1    | 24   | 25   | 26   | 27   | 28   | 29   | 30   |
| 14   | 31   |      |      |      |      |      |      |

| April | April | April | April | April | April | April | April |
| Kw    | Mo    | Di    | Mi    | Do    | Fr    | Sa    | So    |
| ----- | ----- | ----- | ----- | ----- | ----- | ----- | ----- |
| 14    |       | 1     | 2     | 3     | 4     | 5     | 6     |
| 15    | 7     | 8     | 9     | 10    | 11    | 12    | 13    |
| 16    | 14    | 15    | 16    | 17    | 18    | 19    | 20    |
| 17    | 21    | 22    | 23    | 24    | 25    | 26    | 27    |
| 18    | 28    | 29    | 30    |       |       |       |       |

| Mai | Mai | Mai | Mai | Mai | Mai | Mai | Mai |
| Kw  | Mo  | Di  | Mi  | Do  | Fr  | Sa  | So  |
| --- | --- | --- | --- | --- | --- | --- | --- |
| 18  |     |     |     | 1   | 2   | 3   | 4   |
| 19  | 5   | 6   | 7   | 8   | 9   | 10  | 11  |
| 20  | 12  | 13  | 14  | 15  | 16  | 17  | 18  |
| 21  | 19  | 20  | 21  | 22  | 23  | 24  | 25  |
| 22  | 26  | 27  | 28  | 29  | 30  | 31  |     |

| Juni | Juni | Juni | Juni | Juni | Juni | Juni | Juni |
| Kw   | Mo   | Di   | Mi   | Do   | Fr   | Sa   | So   |
| ---- | ---- | ---- | ---- | ---- | ---- | ---- | ---- |
| 22   |      |      |      |      |      |      | 1    |
| 23   | 2    | 3    | 4    | 5    | 6    | 7    | 8    |
| 24   | 9    | 10   | 11   | 12   | 13   | 14   | 15   |
| 25   | 16   | 17   | 18   | 19   | 20   | 21   | 22   |
| 26   | 23   | 24   | 25   | 26   | 27   | 28   | 29   |
| 27   | 30   |      |      |      |      |      |      |

| Juli | Juli | Juli | Juli | Juli | Juli | Juli | Juli |
| Kw   | Mo   | Di   | Mi   | Do   | Fr   | Sa   | So   |
| ---- | ---- | ---- | ---- | ---- | ---- | ---- | ---- |
| 27   |      | 1    | 2    | 3    | 4    | 5    | 6    |
| 2    | 7    | 8    | 9    | 10   | 11   | 12   | 13   |
| 29   | 14   | 15   | 16   | 17   | 18   | 19   | 20   |
| 30   | 21   | 22   | 23   | 24   | 25   | 26   | 27   |
| 31   | 28   | 29   | 30   | 31   |      |      |      |

| August | August | August | August | August | August | August | August |
| Kw     | Mo     | Di     | Mi     | Do     | Fr     | Sa     | So     |
| ------ | ------ | ------ | ------ | ------ | ------ | ------ | ------ |
| 31     |        |        |        |        | 1      | 2      | 3      |
| 32     | 4      | 5      | 6      | 7      | 8      | 9      | 10     |
| 33     | 11     | 12     | 13     | 14     | 15     | 16     | 17     |
| 34     | 18     | 19     | 20     | 21     | 22     | 23     | 24     |
| 35     | 25     | 26     | 27     | 28     | 29     | 30     | 31     |

| September | September | September | September | September | September | September | September |
| Kw        | Mo        | Di        | Mi        | Do        | Fr        | Sa        | So        |
| --------- | --------- | --------- | --------- | --------- | --------- | --------- | --------- |
| 36        | 1         | 2         | 3         | 4         | 5         | 6         | 7         |
| 37        | 8         | 9         | 10        | 11        | 12        | 13        | 14        |
| 38        | 15        | 16        | 17        | 18        | 19        | 20        | 21        |
| 39        | 22        | 23        | 24        | 25        | 26        | 27        | 28        |
| 40        | 29        | 30        |           |           |           |           |           |

| Oktober | Oktober | Oktober | Oktober | Oktober | Oktober | Oktober | Oktober |
| Kw      | Mo      | Di      | Mi      | Do      | Fr      | Sa      | So      |
| ------- | ------- | ------- | ------- | ------- | ------- | ------- | ------- |
| 40      |         |         | 1       | 2       | 3       | 4       | 5       |
| 41      | 6       | 7       | 8       | 9       | 10      | 11      | 12      |
| 42      | 13      | 14      | 15      | 16      | 17      | 18      | 19      |
| 43      | 20      | 21      | 22      | 23      | 24      | 25      | 26      |
| 44      | 27      | 28      | 29      | 30      | 31      |         |         |

| November | November | November | November | November | November | November | November |
| Kw       | Mo       | Di       | Mi       | Do       | Fr       | Sa       | So       |
| -------- | -------- | -------- | -------- | -------- | -------- | -------- | -------- |
| 44       |          |          |          |          |          | 1        | 2        |
| 45       | 3        | 4        | 5        | 6        | 7        | 8        | 9        |
| 46       | 10       | 11       | 12       | 13       | 14       | 15       | 16       |
| 47       | 17       | 18       | 19       | 20       | 21       | 22       | 23       |
| 48       | 24       | 25       | 26       | 27       | 28       | 29       | 30       |

| Dezember | Dezember | Dezember | Dezember | Dezember | Dezember | Dezember | Dezember |
| Kw       | Mo       | Di       | Mi       | Do       | Fr       | Sa       | So       |
| -------- | -------- | -------- | -------- | -------- | -------- | -------- | -------- |
| 49       | 1        | 2        | 3        | 4        | 5        | 6        | 7        |
| 50       | 8        | 9        | 10       | 11       | 12       | 13       | 14       |
| 51       | 15       | 16       | 17       | 18       | 19       | 20       | 21       |
| 52       | 22       | 23       | 24       | 25       | 26       | 27       | 28       |
| 1        | 29       | 30       | 31       |          |          |          |          |

## Ereignisse

### Politik und Weltgeschehen

#### Westeuropa
- 15. August: Macbeth fällt in der Schlacht gegen Malcolm III. in Lumphanan in Aberdeenshire. Sein Stiefsohn Lulach wird Nachfolger als König von Schottland. Die Krönung erfolgt am 9. September in der Abtei von Scone in Perthshire. Doch gegen Malcolm, der mit englischer Hilfe die schottische Krone zurückzuerobern sucht, befindet sich der junge König von Beginn an in der Defensive.

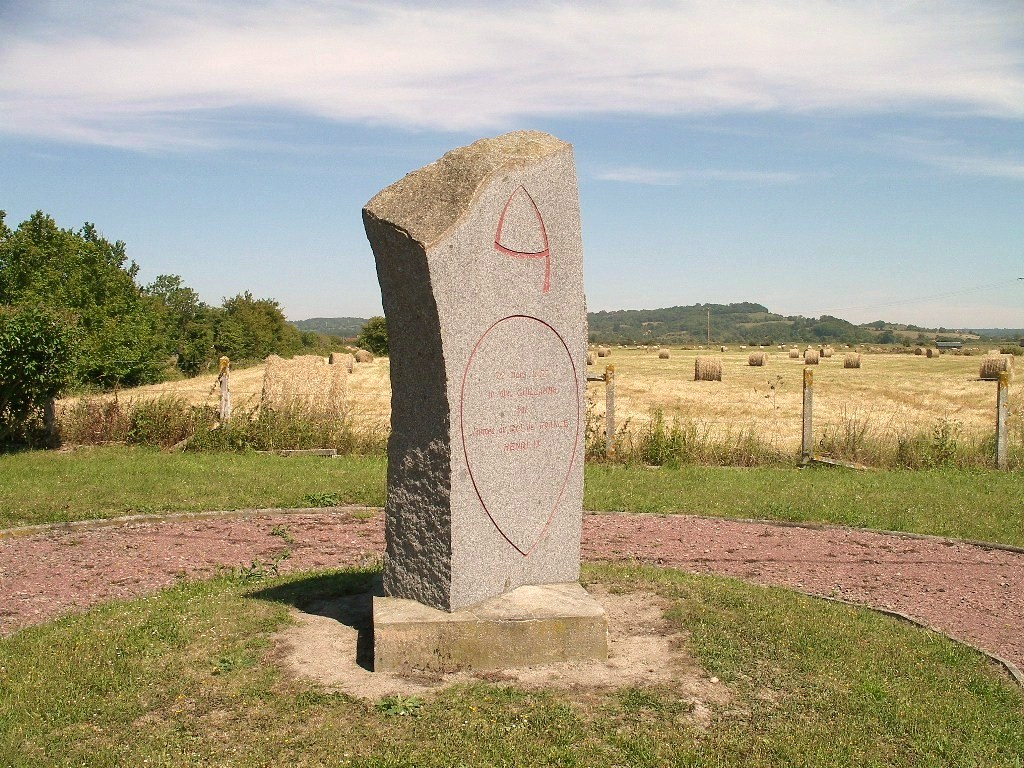
Gedenkstein an die Schlacht von Varaville

- August: Herzog Wilhelm der Bastard (später der Eroberer) siegt über König Heinrich I. von Frankreich in der Schlacht von Varaville. Damit scheitert der letzte Versuch König Heinrichs I. seine bereits 1052 verlorengegangene Autorität gegenüber dem Herzog der Normandie wieder zur Geltung zu bringen. Dieses Fürstentum entgleitet auf mehrere Generationen hinaus dem Einflussbereich des französischen Königs.
- 29. November: Reconquista: Ferdinand I. von León erobert Lamego und Viseu von den mit den Taifas alliierten christlichen Herrschern.

#### Byzantinisches Reich
- 20. August: Das von Isaak Komnenos geführte Ostheer marschiert nach Konstantinopel und schlägt bei Nicäa die Michael VI. treu ergebenen europäischen Truppen.
- 30. August: Isaak Komnenos zwingt Michael VI. zur Abdankung und wird mit Unterstützung des Heeres als Isaak I. am 1. September Kaiser des Byzantinischen Reiches. Im Gegensatz zu vielen anderen byzantinischen Kaisern, die ihr Amt vorzeitig verloren haben, lässt Isaak Michael jedoch nicht blenden oder anderweitig verstümmeln, sondern unversehrt als Mönch in ein Kloster gehen.
- Oktober: die Seldschuken greifen in Armenien erstmals das Byzantinische Reich an. In etwa gleichzeitig fallen die Turkmenen in der Umgebung von Malatya ein.

#### Mitteleuropa

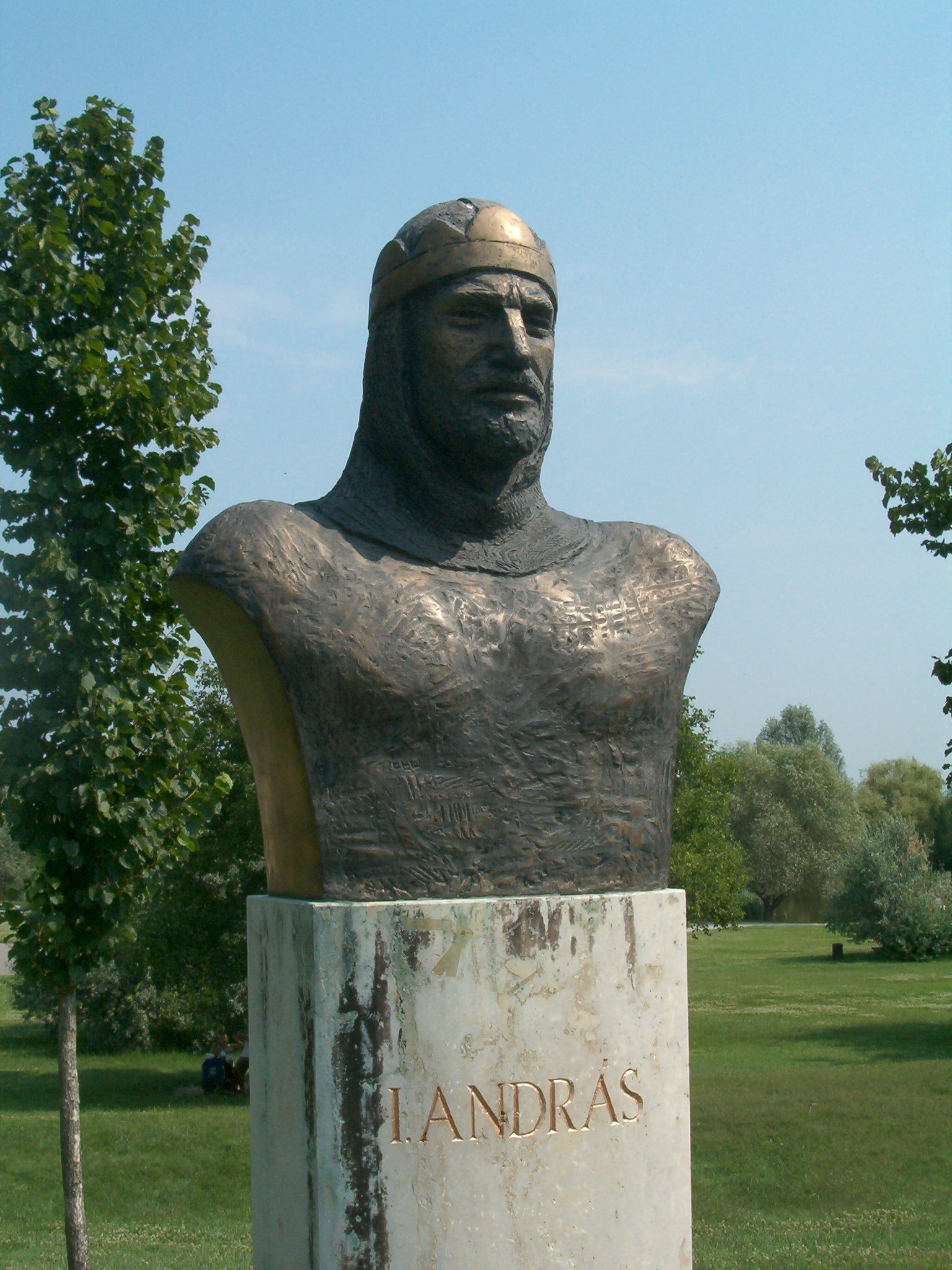
Büste von Andreas I.

- Andreas I. lässt seinen fünfjährigen Sohn Salomon zum König von Ungarn krönen. Er verstößt damit gegen das Senioratsprinzip und bringt seinen Bruder Béla gegen sich auf.

#### Südeuropa
- August: Nach dem Tod seines Bruders  Humfred von Hauteville wird Robert Guiskard Graf in Apulien und zu Melfi.
- Roger I. von Sizilien, genannt Bosso, kommt in Süditalien an.

#### Afrika
- Die Almoraviden nehmen Aghmat in Marokko ein.
- Die Banū Hilāl erobern Kairouan. Mit ihren Herden zerstören diese Nomaden systematisch die landwirtschaftlichen Strukturen in Ifrīqiya. Wegen der ausbleibenden Bewässerung fallen Getreidefelder und Weinberge der Versteppung anheim. Die Bauern flüchten in die Berge oder in Städte, die sich zum Schutz gegen die plündernden Nomaden zu autokratischen Stadtstaaten organisieren. Die Dynastie der Ziriden muss nach dem den Hammadiden unterstehenden Mahdia ausweichen. Sie wenden sich der Piraterie zu und bedrohen christliche Küstenorte. Unter anderem versuchen sie, Sizilien zu erobern.

#### Asien
- 9. Januar: Der abgefallene und im Jahr 1055 aus dem Irak vertriebene türkische General al-Basasiri schlägt die Seldschuken im Sindschar. Er nimmt Mossul ein, erkennt aber die Oberhoheit der Fatimiden an.
- 19. Januar: Tughrul Beg verlässt Bagdad mit Verstärkung aus Persien und besetzt erneut Mossul. Ehe er im Dezember wieder nach Bagdad zurückkehrt übergibt er das Kommando in Mossul an seinen Neffen Ibrahim Inal.
- Der burmesische König Anawrahta nimmt in Nordthailand Thanton und Thayekhettaya ein und stärkt hiermit den Theravada in Thailand. Burma wird durch die Bagan-Dynastie vereint.
- Nördlich von Lhasa wird von Drom Tönpa das zur Kadam-Schule gehörende Radreng-Kloster gegründet.

### Wirtschaft
- In China werden Reisspeicher angelegt, um Hungersnöten und Getreidespekulationen zu begegnen.

### Religion

#### Christentum

##### Papsttum
- 8. Mai: In der Papstkanzlei wird zum letzten Mal Papyrus verwendet.
- 28. Juli: Überraschend verstirbt Papst Viktor II. in Arezzo an einer fiebrigen Krankheit, kurz nachdem er dort eine Synode abgehalten hat. Als seine Anhänger den Leichnam des Papstes an dessen früheren Bischofssitz Eichstätt überführen wollen, wird er beim Rücktransport von Bewohnern der Stadt Ravenna heimlich entwendet und in einem Sarkophag im Mausoleum des Theoderich in Ravenna beigesetzt.
- Der Kardinalpresbyter von San Crisogono Friedrich von Lothringen wird unter dem Namen Stephan IX. zum Papst gewählt und am 3. August vorerst ohne Zustimmung des salischen Herrschers inthronisiert.

##### Kirchenhierarchie

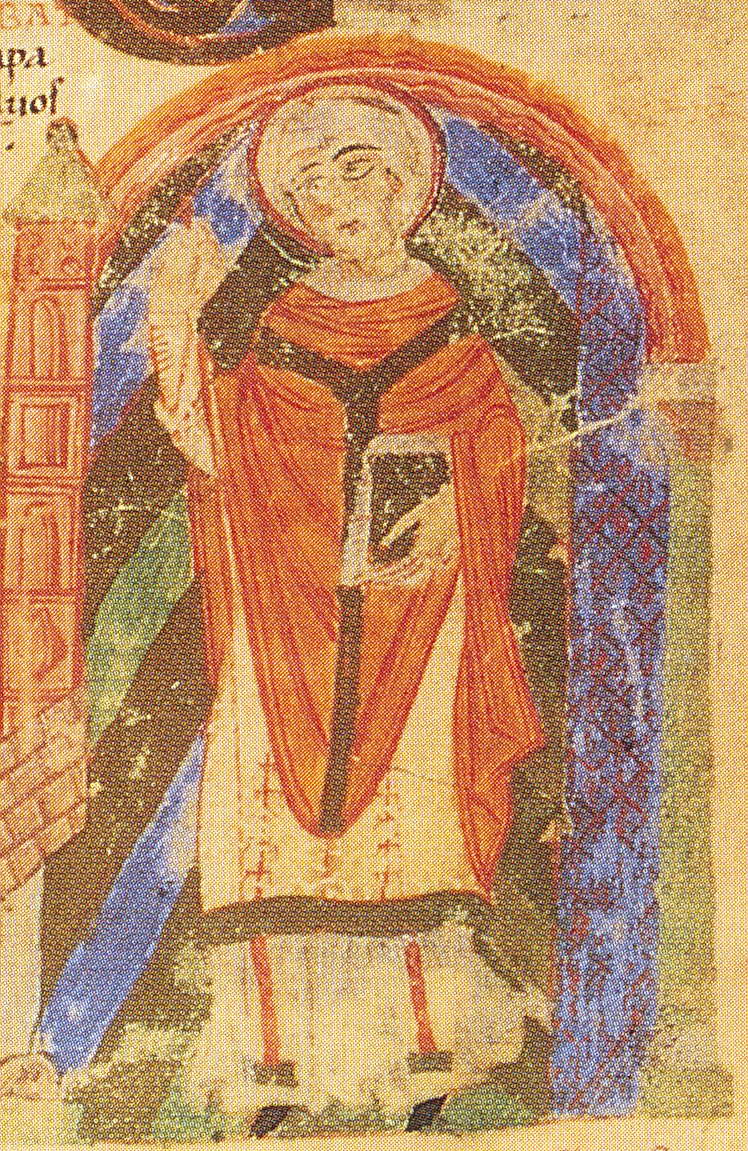
Gundekar II. im
Pontifikale Gundekarianum

- 20. August: Gundekar II. wird als Nachfolger von Papst Viktor II. auf Veranlassung von Kaiserin Agnes von Poitou in der Pfalz Trebur zum Bischof von Eichstätt designiert und am 5. Oktober in Speyer im Beisein von 14 Reichsbischöfen als Bischof investiert. Die Inthronisation in Eichstätt erfolgt am 17. Oktober, die bischöfliche Weihe findet am 27. Dezember in der Kaiserpfalz Bodfeld statt.

##### Sonstiges
- 10. Mai: In Mailand kommt es zur ersten Erhebung der Pataria. Diese aus dem gemeinen Volk stammende Lumpenbewegung hat eine Reform des Priesterwesens als Ziel. Sie verfolgt verheiratete Geistliche und richtet sich gegen Simonie und den generellen Sittenverfall im hohen Klerus.
- Humbert von Silva Candida verfasst die Libri tres adversus simoniacos.

#### Hinduismus

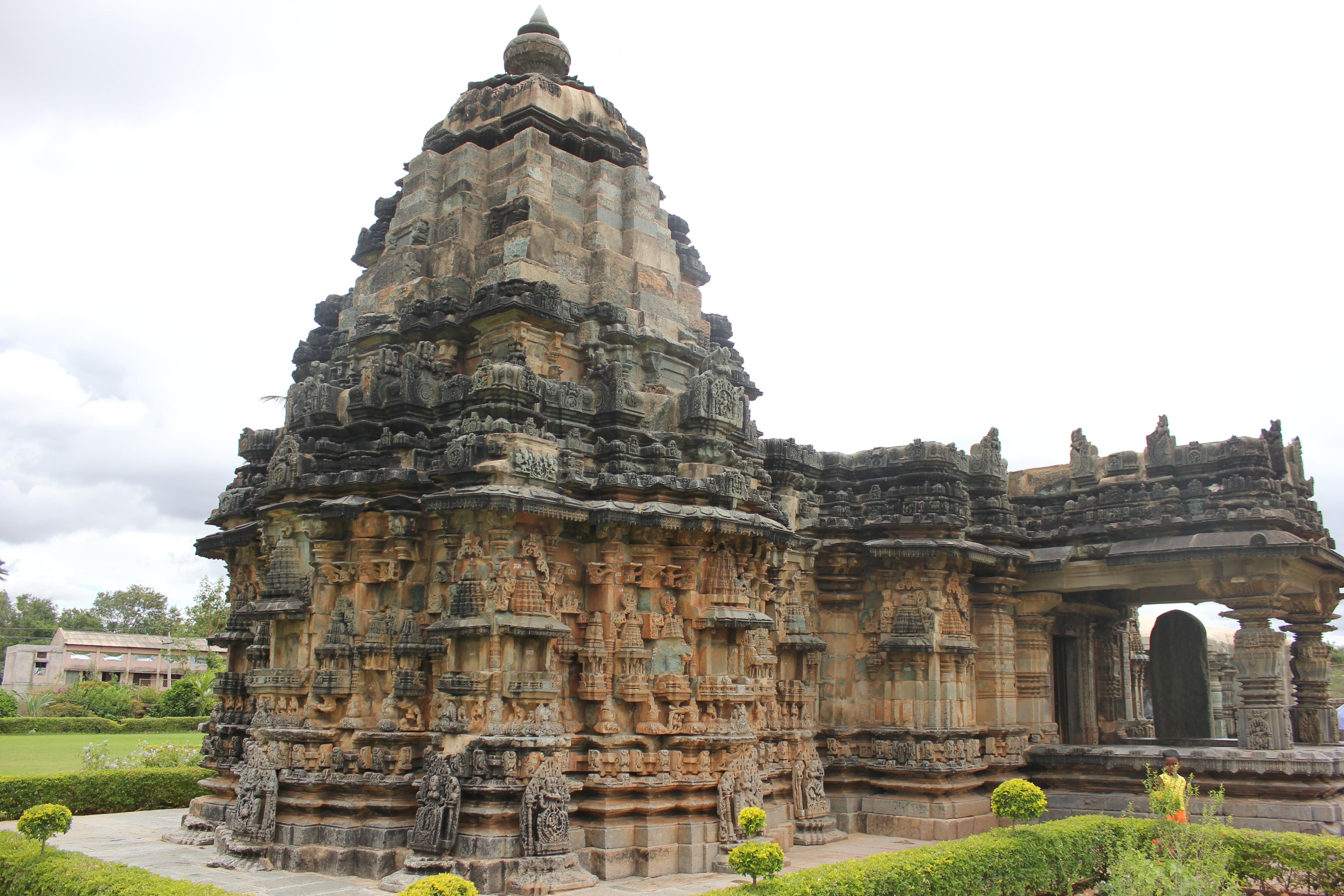
Der Kalleshwara-Tempel in Hire Hadagali

- Im Süden Indiens wird bei Hirehadagali (Karnataka) in der Regierungszeit des Chalukya-Herrschers Someshvara I der Kalleshvara-Tempel fertiggestellt.

### Naturkatastrophen
- Ein Erdbeben der Magnitude 6,8 erschüttert Zhili (Peking) und fordert 25.000 Todesopfer.

## Geboren
- Alexios I., byzantinischer Kaiser († 1118)
- Hugo I., Herzog von Burgund und Abt von Cluny († 1093)
- Hugo von Vermandois, Bruder von König Philipp I. von Frankreich, Kreuzfahrer († 1101)

## Gestorben

### Todesdatum gesichert
- Februar: Eduard Ætheling, angelsächsischer Thronfolger (* 1016)
- 28. Juli: Viktor II., Papst, davor Bischof von Eichstätt (* um 1020)
- 15. August: Macbeth, König von Schottland (* 1005)
- 3./4. September: Rainald I., Graf von Burgund (* 986)
- 28. September: Otto III., Graf an der unteren Altmühl (Kelsgau), Markgraf im Nordgau, Graf an der unteren Naab, Herzog von Schwaben (* um 995)
- 7. November: Lothar Udo I., Graf von Stade und Markgraf der Nordmark (* nach 994)

### Genaues Todesdatum unbekannt
- 31. August oder 30. September: Leofric, Earl of Mercia, Ehemann von Lady Godiva
- Abū l-ʿAlāʾ al-Maʿarrī, arabischer Philosoph und Dichter (* 973)
- Adalbero von Eppenstein, Bischof von Bamberg
- Humfred von Hauteville, normannischer Adeliger, Graf von Apulien
- Jōchō, japanischer Bildhauer
- Ralph the Timid, Earl of Hereford (* um 1025/30)